# Gagny (Côte d'Ivoire)
Gagny ou Gagné est une localité située au sud-ouest de la Côte d'Ivoire, et appartenant au département de San-Pédro, dans la Région du Bas-Sassandra. La localité de Gagny est un chef-lieu de commune.